# Велма (ТВ серија)
Велма (енгл. Velma) америчка је анимирана телевизијска серија о Велми Динкли из франшизе Скуби-Ду, а врти се око ње и остатка Друштва за демистеризацију пре њиховог званичног оснивања. Серију је створио и развио Чарли Гранди за HBO Max, а глас насловом лику позајмљује Минди Калинг. Серија је почела са приказивањем 12. јануара 2023. године. Друга сезона серије је емитована 25. априла 2024. године.
Добила је помешане рецензије критичара, који су похвалили гласовне глумце, али су били подељени у погледу хумора и критиковали мета приповедање, карактеризацију и одступања од класичних прича о Скуби-Дуу. Пријем публике је у највећој мери био негативан.

## Радња
Серија прати Велму Динкли и остатак Друштва за демистеризацију пре њиховог званичног оснивања, као и „љубавни четвороугао” који је настао између њих.

## Гласовне улоге
| Улога         | Енглески глас | Српски глас |
| ------------- | ------------- | ----------- |
| Велма Динкли  | Минди Калинг  |             |
| Норвил Роџерс | Сем Ричардсон |             |
| Дафни Блејк   | Констанс Ву   |             |
| Фред Џоунс    | Глен Хауертон |             |